# Styloxus angelesae
Styloxus angelesae är en skalbaggsart som beskrevs av Noguera 2005. Styloxus angelesae ingår i släktet Styloxus och familjen långhorningar. Inga underarter finns listade i Catalogue of Life.